# والتر روبنسون (صحفي)
والتر روبنسون (بالإنجليزية: Walter Robinson)‏ هو رسام وصحفي أمريكي، ولد في 1950.